# Montfaucon (Zwitserland)
Montfaucon is een gemeente en plaats in het Zwitserse kanton Jura, en maakt deel uit van het district Franches-Montagnes.

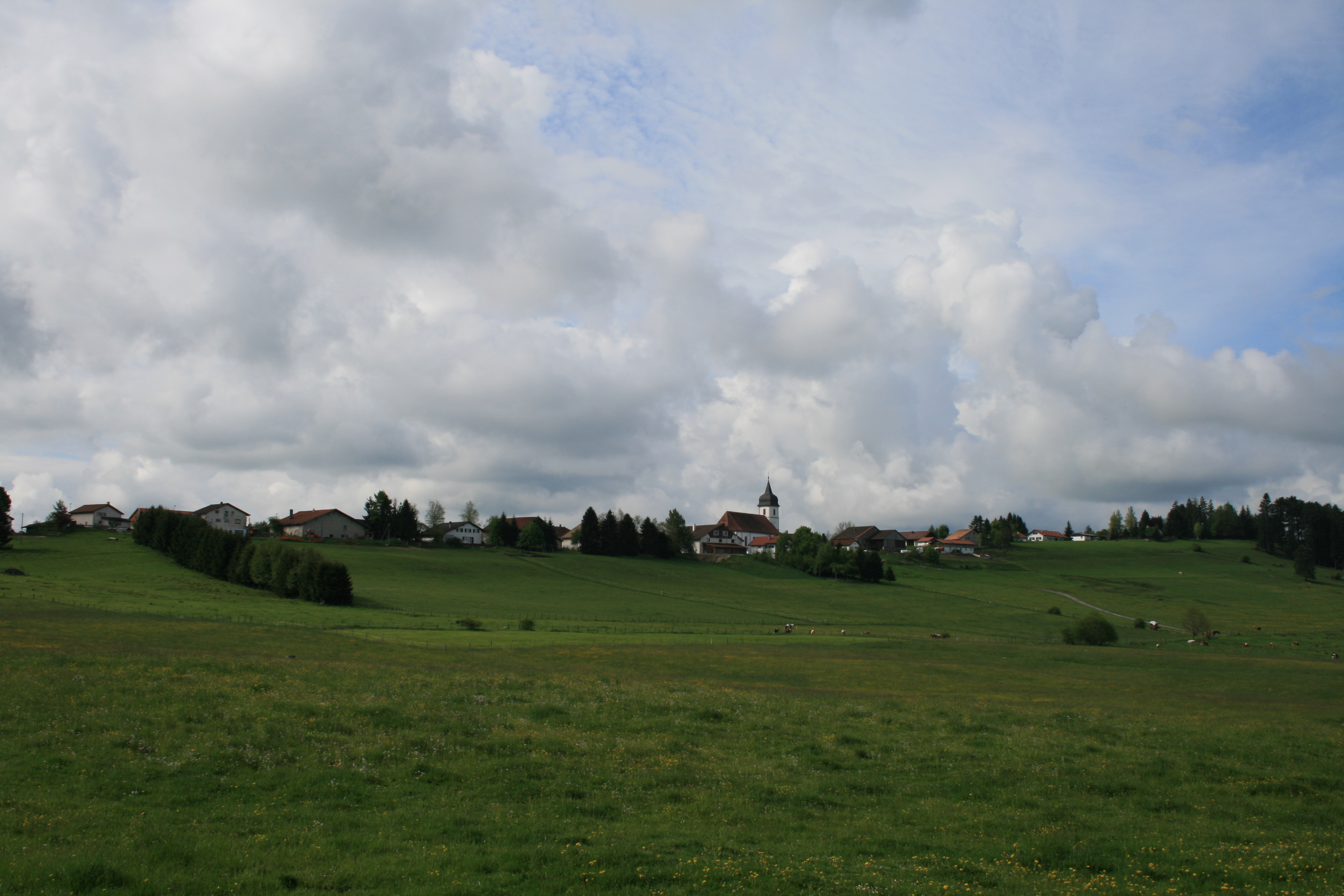
Montfaucon

Montfaucon telt 486 inwoners.